# Dévaványa
Dévaványa város Békés vármegyében, a Gyomaendrődi járásban.

## Éghajlata
Dévaványa területének éghajlata mérsékelten meleg, száraz, kontinentális jellegű. Az éves napsütéses órák száma 2000 óra körüli. Dévaványa évi középhőmérséklete 10,3-10,4 °C, az évi abszolút hőmérsékleti maximumok adatok átlaga 34,1-34,4 °C, a minimumoké -16,7 °C. Dévaványát szélsőséges hőmérsékleti ingadozás jellemzi. Az évi 540-570 milliméternyi lehullott csapadék mennyiség eloszlása egyenetlen. Dévaványán az uralkodó szélirány az északi, északkeleti és a déli. Az átlagos szélsebesség 2,5–3 m/s. 2023. augusztus 27-én itt dőlt meg az országos napi melegrekord: 39,5 °C fokot mértek.

## Fekvése
A vármegye északi részén, a Dévaványai-sík déli peremén terül el. Szomszédai: észak felől Ecsegfalva, északkelet felől Kertészsziget, kelet felől Szeghalom, délkelet felől Körösladány, délnyugat és nyugat felől Gyomaendrőd, északnyugat felől pedig Túrkeve.

### Megközelítése
Közúton a legfontosabb megközelítési útvonala a Kisújszállás-Körösladány közti 4205-ös út, ezen érhető el a 4-es főút és a 47-es főút, illetve a megyeszékhely, Békéscsaba felől is. Gyomaendrőddel és a 46-os főúttal a 4231-es út köti össze. Közigazgatási határszélét délen érinti még a Körösladány-Gyomaendrőd közti 4232-es út is. Állami közútnak számít még a településen a központ keleti részét feltáró 42 134-es út és egy mellékút a város északi külterületein, a 4205-ös útból nyugati irányban (Túrkeve felé) kiágazóan.
Vasúton a MÁV 127-es számú Körösnagyharsány–Vésztő–Gyoma-vasútvonalán érhető el. A vasútnak három megállási pontja létesült Dévaványa területén, Gyoma vasútállomás felől sorrendben előbb Kősziget megállóhely, majd Dévaványa vasútállomás, végül Kéthalom megállóhely. A vasútállomás a központ nyugati részén helyezkedik el, közúti elérését a 4205-ös útból kiágazó 42 332-es számú mellékút biztosítja. A két megállóhely a névadó településrészek közvetlen közelében létesült, Kősziget közvetlenül a 4231-es út mellett, Kéthalom pedig ott, ahol a 4205-ös út a település déli külterületén keresztezi a vasutat; ma már egyik megállóhely sem üzemel.
Korábban érintette a települést a Kisújszállás–Dévaványa–Gyoma-vasútvonal is, de annak Kisújszállás vasútállomás és Dévaványa közti szakaszát 1971-ben bezárták, a következő évben a pályát is felszedték, 2007-ben még a Hortobágy-Berettyó főcsatorna közti hídját is elbontották.

## Története
- Írásos formában először az 1330-as évek elején említik. A település neve Jana falu,
- 1334-ben Vana néven szerepel. Ekkor Dévaványa Békés vármegyéhez tartozik.
- 1422-ben Luxemburgi Zsigmond király Heves vármegyéhez csatolta.
- 1523-ban egy II. Lajos király által kiállított bizonyságlevél már mezővárosként (opidum Wanya) említi.
- 1528-ban kiadott, Magyarországot ábrázoló térképen is megtaláljuk Wama névalakkal (Lázár deák térképe).
- 1621-től kezdődően vannak adatok a ványai nemességről.
- 1647-ben Heves és Külső-Szolnok vármegye adóösszeírásában a 67 nemesből 14 Ványán lakott, akik az egész kettős vármegye legnépesebb együtt élő nemesi tömbjét alkották.
- 1659-ből fennmaradt pecsétjének körirata: DEVA VANIA PEOCETI.
- 1693-ban egy tatár sereg kifosztotta a községet, lakóinak egy része 1694-ben a Borsod vármegyei Tiszabábolnára menekült.
- 1711. évi Heves vármegye összeírása a községet ismét Oppidum Ványa, azaz Ványa mezőváros címmel illeti.
- 1753-ban az elzálogosított határ megváltása következtében a ványaiak csupán házaikat és szőlőiket tarthatták meg, minden más javadalmuk visszaszállt az uraságokra. Ezzel "mint taxás nemesek" maguk is földesúri befolyás alá kerültek, s a határ további használatáért évente megújított szerződés értelmében bérleti díj (taxa) fizetéssel tartoztak.
- Bár már a 17. században is illették oppidum névvel, Dévaványa hivatalosan csak 1774-ben kapott mezővárosi rangot, s azt 1872-ig meg is őrizte.
- 1793-tól a római katolikus egyház helyi közösségének megalakulásával megszűnt a református egyház kizárólagossága.
- Az 1848–49-es forradalom és szabadságharc ideje alatt néhány hétre Dévaványa lett Heves vármegye "székhelye", ugyanis a menekülő vármegyei adminisztráció itt talált menedéket.
- 1854-ben a járási összeírás szerint Dévaványa 8165 lakosú.
- 1867-ben egy éven át volt vándortanító a községben Kiss József.
- 1872 áprilisában az addigi mezőváros e rang megszűnése nyomán nagyközséggé alakult.
- Az 1876. évi XXXIII. törvény értelmében Heves és Külső-Szolnok vármegye déli részéből, valamint a Jász és Nagykun kerületekből Szolnok székhellyel megalakult Jász-Nagykun-Szolnok vármegye, s Dévaványát ezen új vármegyéhez csatolták.
- Az új vármegye 1879. évi kiadványában a község területe 54370 kat. hold, lakosainak száma 10626 fő.
- Az 1950-es megyerendezéssel Békés megyéhez került.
- 1970-ben nagyközségi rangot kapott.
- 1989–1999: A dévaványai középfokú oktatás megvalósítása.
- 2000. július 1.: Dévaványa ünnepélyes keretek között városi címet kapott.

### Dévaványa zsidóságának története

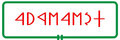
Dévaványa rovásírással leírva

Dévaványán a mai Békés vármegye egyik legnagyobb múlttal rendelkező zsidó hitközsége működött. Az első zsidók az 1700-as évek végén telepedtek le a községben. Rövidesen megkezdődött a nagyobb arányú letelepedés és 1822-ben megalakult a zsidó hitközség. Ebben az időben hozták létre a zsidó temetőt. 1828-ban 18 zsidó családfőt regisztráltak, akik közül 4-en házas zsellérnek, 14-en pedig háztalan zsellérnek minősültek. Az 1836-os népösszeírás idején 200 zsidó élt Dévaványán. Ebben az időben már jelentős zsidó hitközség működött a településen, zsinagógájukat 1848-ban építették fel.
1850-es években Dévaványa lett a környék zsidó hitéleti központja.
1866-ban megépült a zsidó iskola. A zsidó családok a kisebb kereskedések mellett létrehoznak néhány nagykereskedést is. A századfordulón már néhány vagyonosabb gabonakereskedő, fatelepes is élt Dévaványán, a helyi mértékekben viszonylag jelentős gazdasági-társadalmi felemelkedést a temetőben található kevés korabeli gránit síremlék is prezentálja. Híres rabbijai voltak Maisner Juda és Fischer Czvi.
1910-ben 269 tagja volt a hitközségnek.
Az 1938-tól hatályba léptek a zsidótörvények, melyek következtében többen kereskedéseik bezárására, házuk eladására kényszerültek, a második világháború idején pedig a dévaványai zsidóság szinte teljesen elpusztult.
1942-ben megkezdődött a férfiak behívása munkaszolgálatra. 1944-ben a hitközségnek 123 tagja volt. 1944. május közepén a Dévaványán és külterületén élő családokat összeszedték és a vasútállomás közelében lévő munkástelep házaiba zsúfolták.
A ványai családok ezután a szolnoki gyűjtőtáborba kerültek, ahol kb. egy hétig tartózkodtak. A szolnoki gyűjtőtáborból két szerelvény indult, a dévaványai zsidók 90%-a a másodikra került, amely 1944. június 28-án délután 4 órakor indult Szolnokról és másnap, június 29-én 2038 fővel haladt át a kassai állomáson, végállomása Auschwitz volt. Néhány család került az ausztriai transzportba.
A holokausztot Dévaványa másfélszáz főnyi zsidóságából mintegy 40 ember élte túl. Auschwitzból csak néhány fiatal lány tért vissza. A háború után a hitközség kántora nem maradt Dévaványán. A zsinagógát az 1950-es évek környékén lebontották. A túlélők néhány éven belül elköltöztek. Napjainkban az egykori dévaványai zsidóságból már csak néhány személy él.

## Közélete

### Polgármesterei
| Polgármester | Polgármester            | Polgármester |                                       |
| ------------ | ----------------------- | ------------ | ------------------------------------- |
| 1990–1994    | Pap Tibor               | független    |                                       |
| 1994–1998    | Pap Tibor               | független    |                                       |
| 1998–2002    | Pap Tibor               | független    |                                       |
| 2002–2006    | Pap Tibor               | független    |                                       |
| 2006–2010    | Pap Tibor               | független    |                                       |
| 2010–2013    | Pap Tibor               | független    | Hivataláról lemondott                 |
| 2013–2014    | Valánszki Miklós Róbert | független    | Időközi választás: 2013. november 10. |
| 2014–2019    | Valánszki Miklós Róbert | független    |                                       |
| 2019–2024    | Valánszki Miklós Róbert | független    |                                       |
| 2024–        | Valánszki Miklós Róbert | független    |                                       |

## Népesség
| Lakosok száma | 7967 | 7874 | 7363 | 7137 | 6793 | 6719 | 6582 |
|               | 2013 | 2014 | 2019 | 2021 | 2022 | 2023 | 2024 |

2001-ben a város lakosságának 99%-a magyar és 1%-a egyéb (cigány) nemzetiségűnek vallotta magát.
A 2011-es népszámlálás során a lakosok 83,1%-a magyarnak, 0,7% cigánynak mondta magát (16,8% nem nyilatkozott; a kettős identitások miatt a végösszeg nagyobb lehet 100%-nál). A vallási megoszlás a következő volt: római katolikus 11,3%, református 28%, felekezeten kívüli 31,9% (27,6% nem nyilatkozott).
2022-ben a lakosság 87,9%-a vallotta magát magyarnak, 0,7% cigánynak, 0,2% németnek, 0,1-0,1% bolgárnak, románnak és horvátnak, 1,9% egyéb, nem hazai nemzetiségűnek (12% nem nyilatkozott; a kettős identitások miatt a végösszeg nagyobb lehet 100%-nál). Vallásuk szerint 17,8% volt református, 6,7% római katolikus, 0,8% egyéb keresztény, 0,8% egyéb katolikus, 0,1% evangélikus, 0,1% görög katolikus, 37,2% felekezeten kívüli (36,4% nem válaszolt).

## Nevének eredete
Neve feltételezés szerint a szláv „Iván” keresztnév becézéséből (Ványa), és a „dívánkozni” (mai szóval: „tanácskozni”) szóból ered.

## Kultúra és sport
A Dévaványa Felemelkedéséért Közalapítvány rendszeresen szervez „Ismerd meg városunk határát!” néven kerékpártúrákat Dévaványa környékére.

### Ladányi Mihály Könyvtár
Dévaványa Ladányi Mihály Könyvtárát 1950-ben alapították. A könyvtárban 1961-ben vezették be a szabadpolcos rendszert. 1972. október 25-én Ványai Ambrus tiszteletére emléktáblát lepleztek le a könyvtár utcai falán. 1990 decemberétől a könyvtár a Dévaványai Hírlap szerkesztőségeként is működik. A könyvtárban 1991-ben korszerűsítették a vizesblokkot és a fűtést. 1992. április elsejétől a könyvtár önálló gazdálkodási és munkáltatói jogkörű intézményé szerveződött. 1994. december 24-én a közoktatási miniszter Dévaványa Önkormányzatának adományozta a „Könyvtárpártoló önkormányzat-1997” címet. 1996. szeptember 20-án a könyvtár felveszi Ladányi Mihály író nevét a halálának tizedik évfordulója alkalmából. A olvasók számára 1997. október 20-a óta internetes elérhetőség áll a rendelkezésükre, illetve 1998 márciusa óta számítógépes kölcsönzés van a könyvtárban. 2000. június 16-án a Ladányi Mihály Könyvtár a nyilvános könyvtárak jegyzékébe kerül és július 1-jén városi könyvtárrá nyilvánítják. 2004. június 1-jén Informatikai és Hírközlési Minisztérium meghirdetett pályázatának köszönhetően eMagyarország pont létesült a Ladányi Mihály Könyvtárban. 2012. április elsején a könyvtár épületében felújították, a nyílászárókat kicserélték, a külső szigetelést felújították, a fűtést korszerűsítéstették.

## Látnivalók, nevezetességek

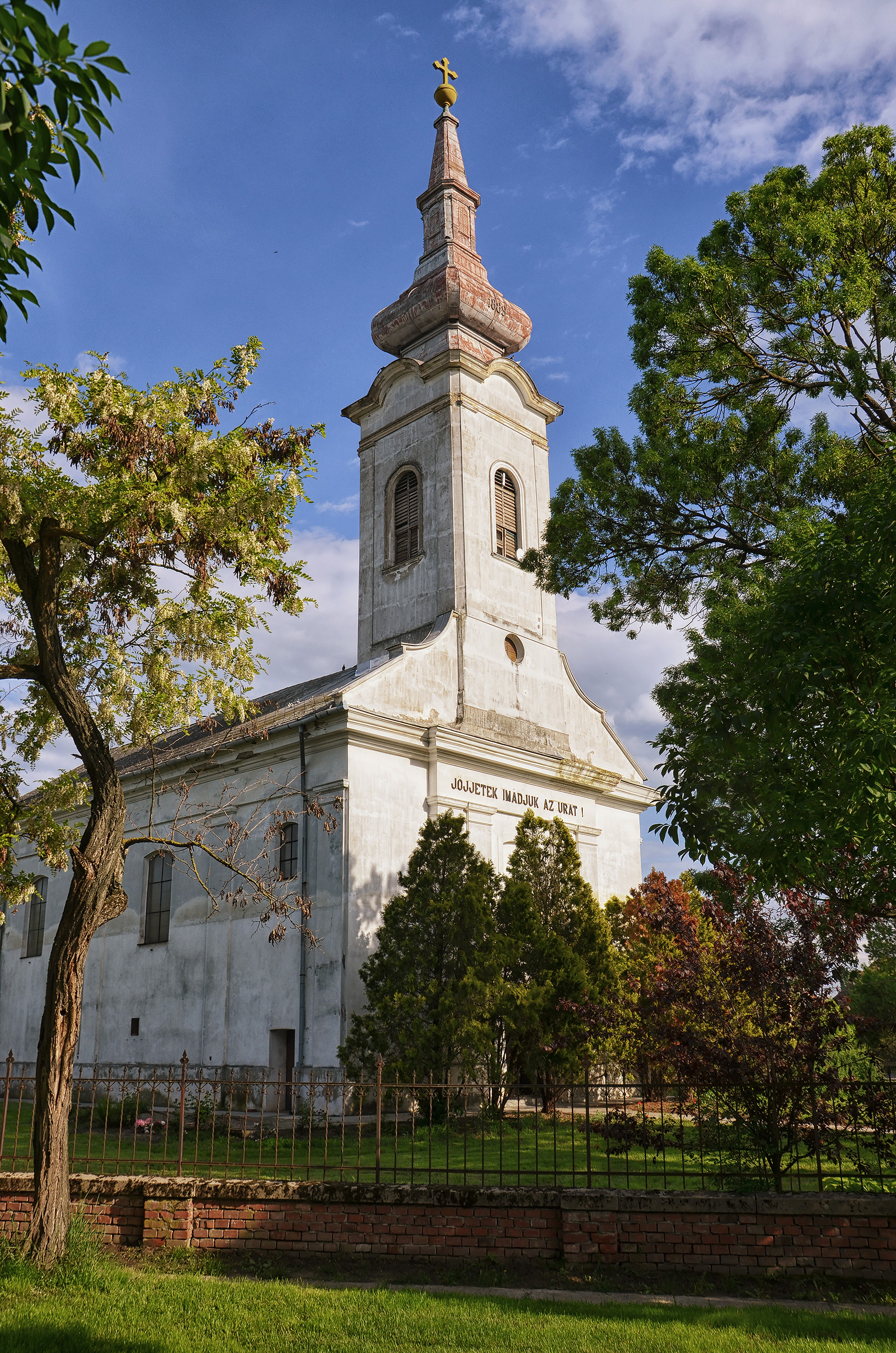
Római katolikus templom

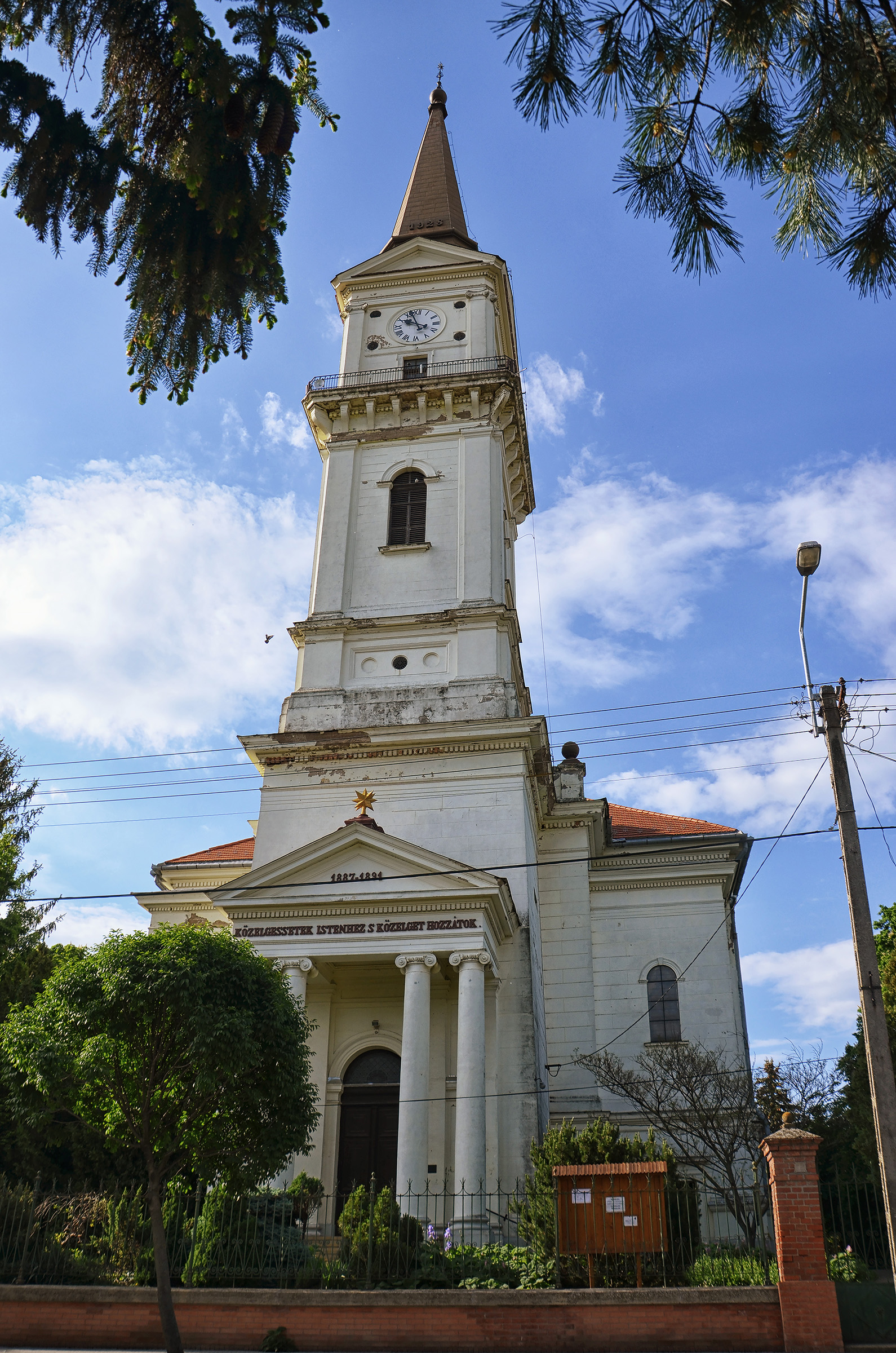
Református templom

A település városképi jelentőségű épületei a református és katolikus templom. Ezek a város főterén állnak. A katolikus templom műemlékjellegű épület, 1908-ban épült késő barokk, klasszicizáló stílusban. A református templomot 1887-ben építették újjá. Uralkodó stílusa a neoklasszicizmus. Az épület tornya 63 m magas, a Tiszántúl egyik legmagasabb temploma. Kiváló az akusztikája, ez templomi hangversenyek rendezését teszi lehetővé. A Bereczki Imre Helytörténeti Gyűjtemény 2000 óta tárja az érdeklődők elé a település gazdag történeti, néprajzi értékeit, írásos és tárgyi hagyatékát.
A Dévaványai Tájvédelmi Körzetben (Sterbetz István Túzokvédelmi Látogatóközpont) él Közép-Európa legnagyobb túzokállománya, de több más védett növény- és állatfaj is természetes közegében figyelhető meg.
Az országos viszonylatban is jelentős apróvadállomány ide vonzza a vadászatot kedvelőket is.
A most korszerűsített termál- és strandfürdő többféle szolgáltatással várja a vendégeket.
- Épületek, régiségek
  - Kopjafa a Körösladányi út mellett
  - Kopjafa Dévaványa határában, Gabonáspusztában, Vitéz Bilkei Lipcsey Márton emlékére
  - Tőkerészi iskola és kút
  - Állomási "iskola"
  - Kossuth úti iskola
  - Hajós úti iskola és kút
  - Eötvös úti óvoda épülete
  - Református templom, stílusa neoklasszicista
  - Katolikus templom műemlékjellegű épület, késő barokk, klasszicizáló stílusban
  - Parókia épülete, plébánia
  - Vágóhíd épülete
  - Jéggyár
  - Állomás – víztorony
  - Kéthalom – iskola
  - Szőnyegszövő
  - a régi malom épülete
  - Világháborús Hősök Emlékműve
  - Kádár Ferenc a Népművészet Mestere népművész szobra 2003.
- Természeti értékek
  - Öreg tölgyek a vasútnál (Kisújszállási úton, állomással szemben)
  - Zrínyi utcai gesztenyefák
  - Kossuth utcai hársfák az iskola előtt
  - Polgármesteri Hivatal udvarán lévő fenyőfák a baglyokkal
  - Templomkertek
  - Szérüskert és Vágásszél közötti „bágergödrök” (szerkők költőhelye, a nádasban más vízimadarak)
  - Túréri-tó
  - Tókert-régészet
- Turisztikai adottságok
  - Református Templom – a Tiszántúl egyik legmagasabb temploma
  - Az Alföldi Kék Túra (Szekszárd – Sátoraljaújhely) útvonala áthalad Dévaványán (https://www.kektura.hu/ak-szakasz/ak-06)
  - Dévaványai Strandfürdő- és Gyógyászat
  - Ifjúsági Tábor
  - Bereczki Imre Helytörténeti Gyűjtemény
  - Körös-Maros Nemzeti Park Sterbetz István Túzokvédelmi Látogatóközpont (Túzokrezervátum)
  - Lógató Horgásztó

## Híres emberek
- Makra Dávid - 
  - MMA Magyar Bajnok Amatőr [2013]
  - IKF Kempo Világkupa MMA II. helyezett [2014]
  - Amatőr MMA Világbajnokság I. helyezett [2015]
  - IKF Kempo Európabajnokság: submission III. helyezett [2016]
  - IKF Kempo Világbajnokság: submission III. helyezett [2018]
  - IKF Kempo Világbajnokság: kempo MMA III. helyezett [2018]
- Dévaványáért kitüntetésben részesültek
  - U. Nagy László – református lelkipásztor [1995]
  - Dr. Bereczki Imre – régész, néprajzkutató [1995]
  - Dr. Pallaghy Sándor – állatorvos [1996]
  - Seres István – ÁFÉSZ elnök [[[posztumusz]]] [1996]
  - Dr. Pallaghy Sándorné – könyvtárvezető [1997]
  - Nagy József – termelőszövetkezeti elnök [1997]
  - Ugrai Sándorné – a Borostyánkert Szociális Otthon igazgatója [1998]
  - Vizéli József – tanár [1998]
  - Epres József – tanár [1999]
  - Mesterházy Jenő – tanító [1999]
  - Dr. Gaál József – orvos [posztumusz] [2000]
  - Havancsák Ferenc – ÁFÉSZ elnök [2000]
  - Manyák Lajos – iskolaigazgató [2001]
  - Dr. Puskás György – háziorvos [2002]
  - Schwalm Gyula – művelődési ház igazgató [2002]
  - Dr. Lengyel Sándor – tanár [2003]
  - Kondacs György – tanár [2003]
  - Valánszkiné Tóth Erzsébet – könyvtárvezető [posztumusz] [2004]
  - Kántor János – órásmester [2004]
  - Saly Erika – tanítónő [2005]
  - Gellai Béla és felesége Gellai Béláné – pedagógusok [posztumusz] [2005]
  - Kiss Ferenc – lakos [2006]
  - Dr. Szilágyi István – alpolgármester [posztumusz] [2006]
  - Szél Antal – lakos [2007]
  - Dr. Szilágyi Gézáné – önkormányzati képviselő, óvodavezető [posztumusz] [2007]
  - Tóth Istvánné – pedagógus [2008]
  - Oláh Pál és felesége Oláh Pálné – pedagógusok [posztumusz] [2008]
  - Dr. Pallaghy Ádám – állatorvos [posztumusz] [2009]
  - Hajdú József – történész [2009]
  - Berczi Lajos Benedek [2010]
  - Havancsák László [2010]
  - Somogyi-Tóth Dániel [2011]
  - Árkus Péter [2011]
  - Dr. Bagi Károly – háziorvos [2012]
  - L. Papp Zsigmondné [2012]
  - Erdős Csaba [2012]
  - Papp József János [2012]
  - Tóth Auguszta – színművésznő [2013]
  - Szűcsné Horváth Margit – a polgármesteri hivatal gazdasági irodavezetője [2013]
  - Pap Tibor – nyugalmazott polgármester [2014]
  - Kádár Ferenc – népzenész [2015]
  - Szalai Károly – a Vízközmű Társulat elnöke, Dévaványa Közszolgálatáért cím [2011]
- A városban élő művészek, népi iparművészek, ismert emberek
  - Kádár Ferenc – 1891–1983 – pásztor – juhász, kanász; Népművészet Mestere 1958., nádsíp, furulya, klarinét, tárogató, hegedű; fafaragó, festő; Lehel kürtje első megszólaltatója, ugyanis a jászberényi múzeumban az idős népzenész ezt is megszólaltatta. Korábban ez senkinek sem sikerült, mivel a becses történelmi ereklye megsérült. Kádár Ferenc a repedést kályha samottal és méhviasszal tömítette el, így kerülhetett annak hangja szalagra.
  - Nácsa János – (1908–1986) Földműves, a Népművészet Mestere (1978), Citerakészítő, citerás-énekes és híres vőfély. Külföldi szerepléseivel több országban bemutatta szülőhelye népi kultúráját. 1970-ben meghívást kapott a Röpülj páva népdalverseny margitszigeti gálaműsorába, ahol nagy sikerrel szerepelt. Tanítványai 1972-ben bejutottak a televízió KI MIT TUD elődöntőjébe.
  - Erdős Csaba – újságíró, MÚOSZ-tag
  - Faragó Imre – festő
  - Giriczné Gyányi Mária – költő
  - Gyányi Mariann – író, költő
  - Hajdú Ildikó – fazekas, népművész
  - Jevuczó Péter – Fanatic Baits alapítója
  - K. Nagy Imre – festő
  - Kovács Zsolt – festmények, rajzok
  - Kovács Gyuláné – pergelt torta
  - Kónya András – fémmegmunkálás, restaurálás, másolatkészítés, kertépítés, öntözőrendszerek
  - Ladányi Mihály – író, költő
  - Laskai Tibor – festő
  - Mályi Sándor – író, költő
  - Molnár Antal – festő
  - Papp Erzsébet – író, költő
  - Pappné Kulcsár Ilona – festő
  - Sándor László – festő
  - Simon Christopher Metcalfe – művész
  - Tóth Bálintné – kosárfonó
  - Tóth Auguszta – színművész
  - Tóth Róbert – bőrdíszműves
  - Vad Zsigmond – költő
  - Dr. Ágoston Sándor – történész–tanár
  - Vitéz Bilkei Lipcsey Márton

### Itt született
- 1899. szeptember 2-án – Z. Nagy Ferenc agrárpolitikus
- 1901. december 22-én Gejza Vámoš, szlovák író, orvos
- 1934. február 12-én Ladányi Mihály, József Attila-díjas költő
- 1927. november 9-én Berényi Ferenc, Munkácsy Mihály-díjas festőművész
- 1946. Cs. Schwalm Edit etnográfus, (Dobó István Vármúzeum, Eger)
- 1958. Szabó Magdolna képzőművész, (Malmö). 1985-től él Svédországban.

### Itt halt meg
- 1878-ban Maisner Juda rabbi
- 1902-ben Fischer Czvi rabbi

## Könyvek
- Gaál József (szerk.): Dévaványa nagyközség története
- Bereczki Imre: Hagyományos helynevek Dévaványa belterületén
- Szügyi Dániel: A dévaványai református templom építése 1887–1891 (Sajtó alá rendezte: Bereczki Imre)
- Nácsa László: AHOL ÉN SZÜLETTEM – Nácsa János népművész életét bemutató kötet
- Ványai helyismereti füzetek (Kiadó: Dévaványai Kulturális és Hagyományőrző Egyesület)
  - Hajdú József: Sárgult lapok üzenete – Olvasókönyv Dévaványa történetéhez;
  - Szűcs Sándor: A ványai juhbehajtás és más históriák – Rajzok a régi Sárrét életéből;
  - Hajdú József: Dévaványa címere és pecsétje – Három és fél évszázad a pecsétek tükrében;
- Dokumentumok Dévaványa történetéhez (Kiadó: Dévaványai Kulturális és Hagyományőrző Egyesület)
  - Benedek Gyula: Dévaványai oklevelek 1332–1523;
  - Benedek Gyula – Hajdú József: Dévaványai iratok 1548–1809;
- Dr. Bereczki Imre gyűjteményéből kiválogatva: Dévaványa régen és ma – Fotóalbum, a Millenniumi év kiadványa
- Szarkáné Bíró Piroska: Épületek fadíszei öt sárréti településen
- Nácsa László: Diákemlékek – A dévaványai gimnázium emlékkönyve
- Dr. Ágoston Sándor: Dévaványai önkéntesek és honvédek az 1848-49-es szabadságharcban
- Dr. Ágoston Sándor: Ványai Ambrus és a dévaványaiak az 1514-es Dózsa-féle népfelkelésben – parasztfelkelésben.
- Dr. Ágoston Sándor: Szarajevótól a trianoni békediktátumig * Román katonai megszállás Gyomán, Endrődön és Dévaványán 1919–1920
- Dr. Ágoston Sándor: A dévaványai középfokú oktatás megvalósítása 1989 – 1999
- Kasza Sándor (főszerk.): MAGYARORSZÁG KISRÉGIÓI – Békés megye: Körös-Sárrét
- Nácsa László: Téli Gazdasági Tanfolyam – A 100 éves Dévaványai Gazdasági Iskola és az ott tanuló parasztemberek emlékére
- Tolnay Gábor: Föld – ember – törvény – Adatok, tények, következtetések Dévaványa mezőgazdaságának és mezőgazdasági népességének történetéből a XX. sz. első felében, 1895–1950 (Szerk.: Hajdú József – A Jász-Nagykun-Szolnok Megyei Múzeumok Közleményei, 59.)
- Nácsa László: Sárréti Tej – A szeghalom környéki települések által alapított vállalkozás története

## Turizmus, rendezvények, események
A Dévaványai Városnapokat 2000 óta tartják.

## Testvérvárosa
- Székelykeresztúr, Románia (1994)